# Геотехника

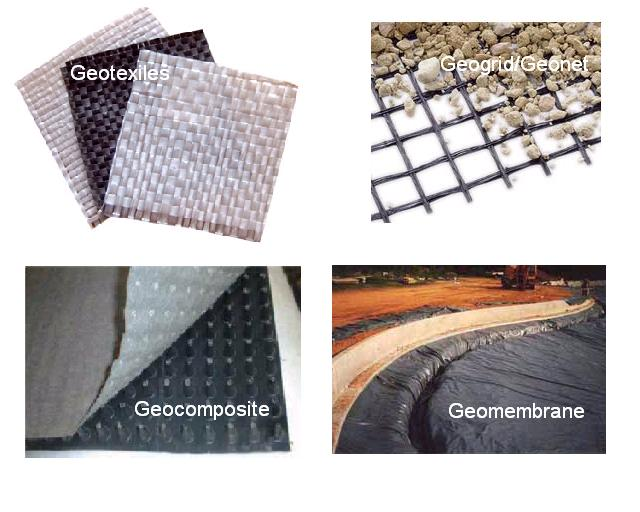
Материалы применяемые в геотехнике

Геотехника (англ. geotechnics) — научные методы и инженерные принципы строительной деятельности с использованием материалов земной коры, совокупность взаимосвязанных технических решений, приёмов и способов возведения подземных частей зданий и сооружений, включая способы освоения подземного пространства для строительства заглублённых помещений.

## История
Геотехника базируется на законах механики грунтов (уплотнения, сопротивления сдвигу, фильтрация) и закономерностях, определяющих характер деформируемости грунта (при увлажнении, динамических, температурных и иных воздействиях, напряжённом состоянии), а также на теории и практике фундаментостроения и подземного строительства с учётом региональных особенностей инженерной геологии и опасных геологических процессов (оползень, карст и подтопление).
Геотехника как комплексное направление сформировалась после накопления знаний и опыта в области грунтоведения, механики грунтов, оснований и фундаментов, включая достижения в смежных строительных дисциплинах. Сильный толчок геотехнике придали уникальные технические решения, созданные во второй половине XX века: стена в грунте, анкеры в грунте, струйная технология и геотекстиль, которые позволяют реализовать сложнейшие геотехнические проекты, ранее считавшиеся невыполнимыми.
В 1936 году по инициативе австрийского ученого К. Терцаги создано международное общество геотехников. В России с 1957 года в рамках этого общества успешно функционирует национальный комитет геотехников.
Международные форумы геотехников проходят раз в 4 года (XV Конгресс в Стамбуле, 2001 год).

## Технологии
Грунт в Геотехнике выполняет одну из трёх главных функций (иногда в их сочетании):
1. основание, на которое опирается фундамент здания, сооружения;
2. среда, как подземное пространство, где размещается подземное сооружение (различные помещения бытового и производственного назначения, склады, метро, материалопроводы, резервуары и пр.);
3. материал, из которого возводится грунтовое сооружение (плотины, дамбы, насыпи для транспортных сооружений и пр.).

### Стена в грунте
Стена в грунте в качестве противофильтрационной (глинистой) завесы либо стены подземного помещения сооружается с помощью специального оборудования по соответствующей технологии, путём разработки под глинистым раствором траншеи по конфигурации будущей завесы или помещения заданных размеров в плане и по глубине с последующей заменой глинистого раствора противофильтрационным либо стеновым материалом (железобетоном) и экскавацией массива грунта в объёме будущего помещения. Стена в грунте позволяет практически неограниченно осваивать подземное пространство в стеснённых условиях без нарушения сохранности окружающей среды. Такая технология использовалась в Мелеузе при строительстве стен подземной части вагоноопрокидывателя, а также при строительстве противофильтрационной завесы Юмагузинского водохранилища.
Метод "стена в грунте" впервые был применен при сооружении московского метро в 1932 г. (Журнал "Транспортное строительство")

### Грунтовые анкеры
Грунтовые анкеры предназначены для восприятия выдёргивающих нагрузок и используются в качестве анкерующих элементов в фундаментах опор ЛЭП, башенных и других сооружений, а также при строительстве стены в грунте. Их устраивают путём закладки наклонных скважин, размещением в них стальных арматурных стержней, омоноличиванием пескобетоном нижнего конца анкера в виде «корня» и натяжением верхних концов стержней до заданного растягивающего усилия.

### Струйная технология
Струйная технология предусматривает изготовление подземных цементо-грунтовых конструкций (противофильтрационных тонких завес, столбов, закреплённых массивов и т. п.) с помощью специального устройства, снабжённого рабочим органом (соплом) для получения высоконапорной (до 400 атм (40 МПа)) тонкой (диаметром 0,3…0,4мм) водовоздушной струи, разрыхляющей грунт (породу) с одновременной подачей цементного «молока» из второго сопла.

### Геотекстиль
Геотекстиль — обобщённое название синтетических полиэфирных, полиамидных материалов в виде решеток (сеток) для армирования основания автомобильных дорог, в виде плёнок для создания водонепроницаемых экранов (в шламбассейнах, гидротехнических сооружениях, в основаниях автомобильных дорог и т. п.), в виде сотовых решеток для закрепления откосов грунтовых сооружений.